# Musculus occipitalis
Der Musculus occipitalis (lateinisch für „Hinterhauptsmuskel“) bildet zusammen mit dem Musculus frontalis den Musculus occipitofrontalis, wobei die beiden Bäuche der Muskeln über die Galea aponeurotica – eine Sehnenplatte – in Verbindung stehen. Der Muskel gehört zu den Kopfschwartenmuskeln.
Die Funktion des M. occipitalis besteht in der Glättung der gerunzelten Stirn, wobei das Runzeln der Stirn auf den vorderen Bauch des M. occipitofrontalis, also den Musculus frontalis entfällt. Allerdings hat die Lähmung des M. occipitalis keine erkennbare Auswirkung auf die Mimik.
Innerviert wird der M. occipitalis durch den Ramus occipitalis des Nervus auricularis posterior, einen Ast des VII. Hirnnervs, von dem alle mimischen Muskeln innerviert werden.